# Friedrich Wilhelm Ludwig von Schwerin
Friedrich Wilhelm Ludwig von Schwerin (* 2. April 1862 in Wustrau; † 14. Februar 1925 in Berlin) war ein preußischer Beamter und Regierungspräsident im preußischen  Regierungsbezirk Frankfurt (1908–1918).

## Leben
Friedrich von Schwerin entstammte der adeligen Familie von Schwerin. Er war ein Sohn des Albert Graf von Zieten-Schwerin (1835–1922) und der Constance Baronesse von Derschau (1838–1914).
Friedrich von Schwerin studierte Rechtswissenschaften und wurde 1886 Gerichtsreferendar. Während seines Studiums wurde er Mitglied des Vereins Deutscher Studenten Berlin. 1888 wurde er zum Regierungsreferendar befördert. Ab 1891 arbeitete er als Regierungsassessor bei der Ansiedlungskommission. 1895 und 1896 war er beim Oberpräsidium Breslau tätig und verwaltete zwischenzeitlich 1895 kommissarisch das Amt des Landrates in Görlitz. 1896/97 war er Landrat in Thorn.
1902 ging er als Hilfsarbeiter ins preußische Innenministerium. Er wurde 1903 zum Geheimen Regierungsrat und Vortragenden Rat ernannt. Daneben gehörte er von 1903 bis 1907 dem Reichsdisziplinarhof für nicht richterliche Beamte an. 1907 wurde er zum Geheimen Oberregierungsrat befördert und zum Mitglied der Prüfungskommission für höhere Verwaltungsbeamte ernannt.
Von 1908 bis 1918 war er Regierungspräsident in Frankfurt (Oder). 1908 wurde er zusätzlich Kommissar bei der Ansiedlungskommission und 1909 Mitglied der Immediatkommission für die Verwaltungsreform. 1910 wurde er Vorsitzender Aufsichtsrat in der Landgesellschaft „Eigene Scholle“ GmbH. 1917 wurde er zum Wirklichen Geheimen Oberregierungsrat ernannt. 1918 wurde er zur Disposition gestellt und 1919 in den Ruhestand versetzt.

## Veröffentlichungen
- Die Bedeutung der Grundbesitzverteilung vom nationalen Standpunkte aus, 1913.
- Die Stellung der Städte zu der inneren Kolonisation, Vortrag, gehalten auf dem brandenburgischen Städtetage zu Eberswalde am 4. September 1911